# Sárga pókhálósgomba
A sárga pókhálósgomba (Cortinarius renidens) a pókhálósgombafélék családjába tartozó, Európa és Észak-Amerika fenyveseiben honos, nem ehető gombafaj.

## Megjelenése
A sárga pókhálósgomba kalapja 1,5-6 cm széles, fiatalon félgömb vagy harang alakú, majd domborúan, idősen laposan kiterül, közepén gyakran széles, lapos púppal. Felszíne sima. Higrofán: színe nedvesen vörösbarna vagy narancsbarna, megszáradva okkersárga, sárgás.  
Húsa vékony, okkersárga vagy vörösbarnás. Szaga nem jellegzetes vagy gyengén retekszagú, íze édeskés vagy kissé retekszerű. 
Közepesen sűrű, széles lemezei tönkhöz nőttek. Színük eleinte sárgásbarna, idősen rozsdabarna. A fiatal lemezeket védő pókhálószerű kortina gyengén fejlett, néha alig észrevehető. 
Tönkje 2-7 cm magas és 0,4-0,8 cm vastag. Alakja egyenletesen hengeres, kissé orsószerű vagy a tövénél némileg bunkószerűen megvastagodott is lehet. Színe sárgásbarna, rajta sárgásfehér szálakkal; a tövénél sötétebb.
Spórapora sárgásbarna. Spórája széles ellipszis alakú, gyengén szemölcsös, mérete 6-8 x 4,5-5,5 µm.

### Hasonló fajok
A barackszínű pókhálósgomba hasonlíthat hozzá.

## Elterjedése és termőhelye
Európában és Észak-Amerikában honos. 
Fenyvesekben él, inkább savanyú talajon, sokszor moha között. Júliustól októberig terem.

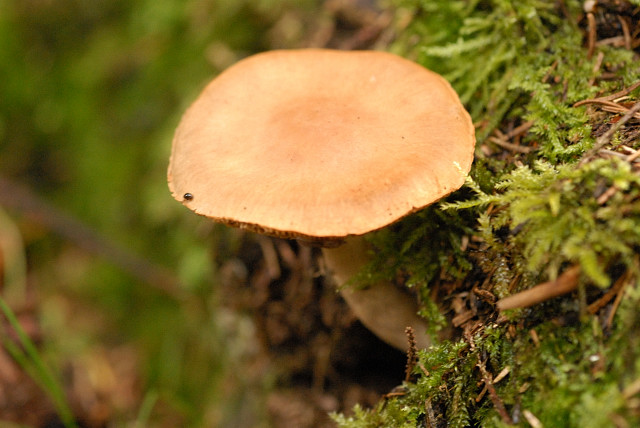
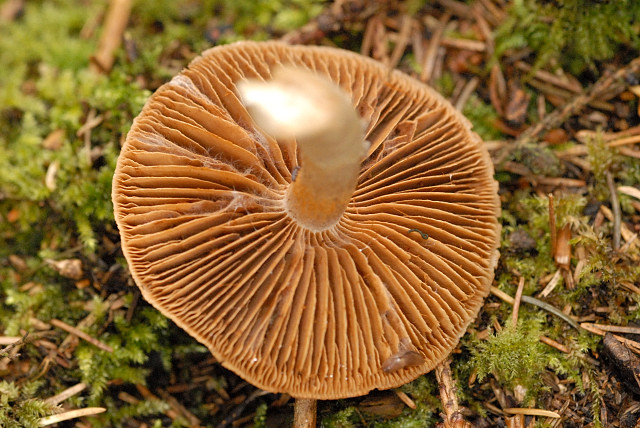
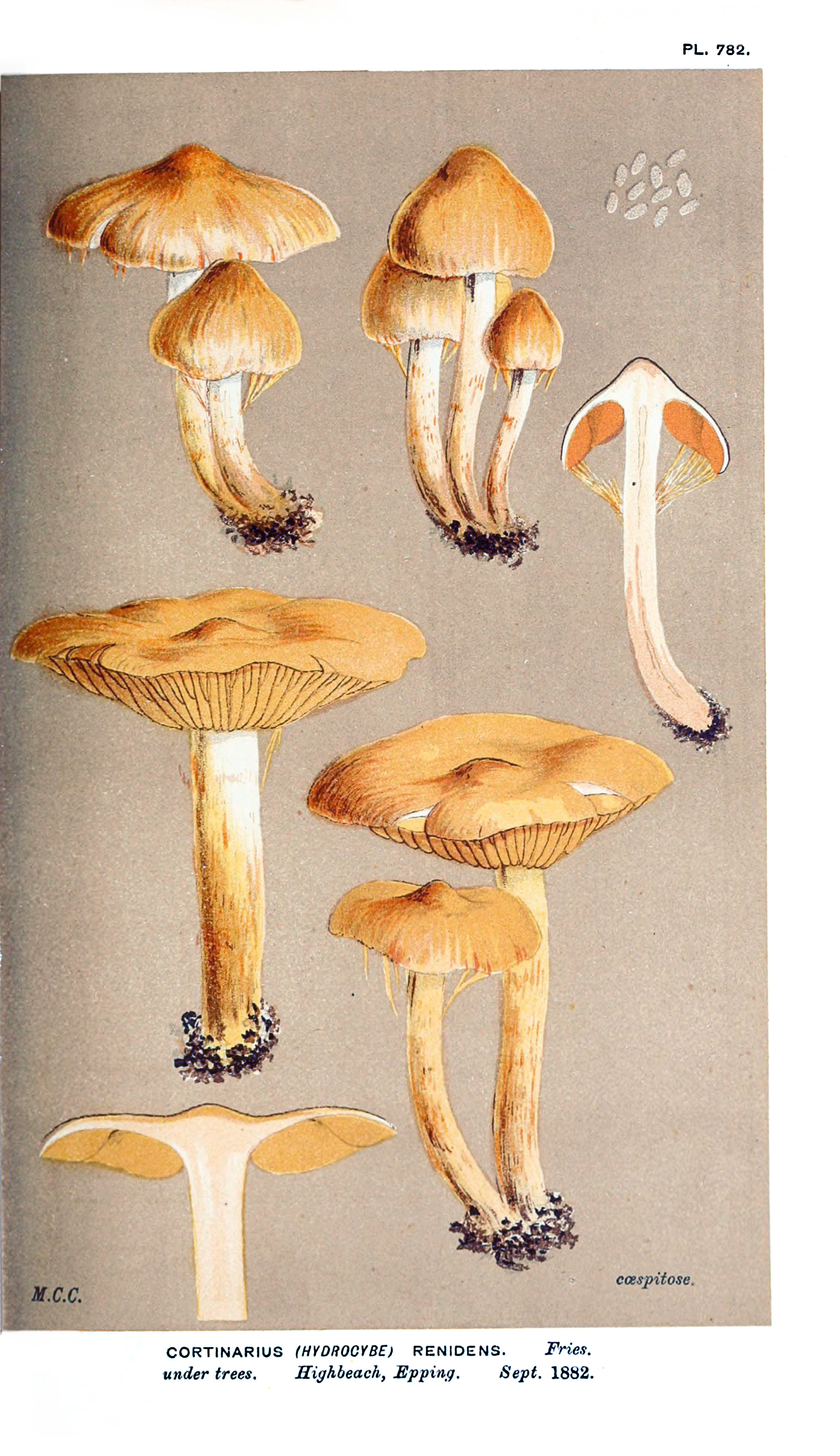

Nem ehető.